# 쇠딱따구리
쇠딱따구리는 딱따구리목 딱따구리과의 한 종으로, 한국에서는 텃새이다. 몸 위는 짙은 갈색 바탕에 흰색 가로 줄무늬가 있고, 몸 아래는 연한 갈색에 줄무늬가 있다. 머리에 흰색 뺨선과 눈썹선이 있고, 멱이 희다. 수컷은 뒷머리 양 옆에 빨간 반점이 있다. 서울시 보호 야생 생물 대상종이다.
몸길이 약 13cm로 등은 회갈색이고, 등과 날개를 가로질러 흰색 가로무늬가 있다. 가슴과 옆구리에는 갈색 세로무늬가 있으며 수컷은 윗머리 양쪽에 붉은 줄무늬가 있다. 깊은 산림에서 서식하며 평소에는 무리를 이루다가 번식기에는 단독 또는 암수가 함께 생활한다. 나무 줄기를 부리로 쪼아 구멍을 뚫고 긴 혀로 곤충의 유충을 잡아먹는다. 나무열매도 즐겨 먹는다. 나무 줄기에 구멍을 파고 흰색 알을 5-7개 낳는다. 우리나라·중국·일본·러시아 등지에 분포한다.

## 분포
캄차카반도, 우수리, 사할린, 중국동북부, 일본 훗카이도, 만주, 한반도 등에 분포하고 있다.
한반도 전역에서 흔하게 볼 수 있는 종으로 한반도 딱따구리류 중에서 가장 작은 종이다.

## 먹이
곤충류와 애벌레, 식물의 열매, 거미류, 다족류, 진딧물 등이 있다.